# Dvory (okres Prachatice)
Obec Dvory se nachází v okrese Prachatice, kraj Jihočeský, zhruba 5 km severozápadně od Prachatic. Žije zde 103 obyvatel.

## Historie
První písemná zmínka o obci pochází z roku 1404. Jak dokládají sejpová pole v údolní nivě Blanice mezi Zábrdím, Dvory a vodní nádrží Husinec nastal zde ve 12.–13. století rozmach rýžování zlata, které se udrželo až do 14. století. Je možné předpokládat, že zdejší výskyty zlata byly známy již Keltům.

## Pamětihodnosti
- Kaple Nanebevzetí Panny Marie stojí na návsi.[5]
- Kaple svatého Jana Nepomuckého stojí pod skalou před vjezdem do Podedvor.
- Stavby selského baroka
- valy slovanského hradiště z 10. století[6]
- Hrádek nad Podedvorským mlýnem, zaniklý středověký hrádek
- Kaple svatého Vojtěcha
- Statek (Dvory čp. 11), dílo stavitele Jakuba Bursy z roku 1855. Okolo roku 1921 byla přestavěna brána s použitím profilovaného kamenného pozdně gotického portálu pocházejícího z Hrádku u Husince.[7][8]

## Galerie

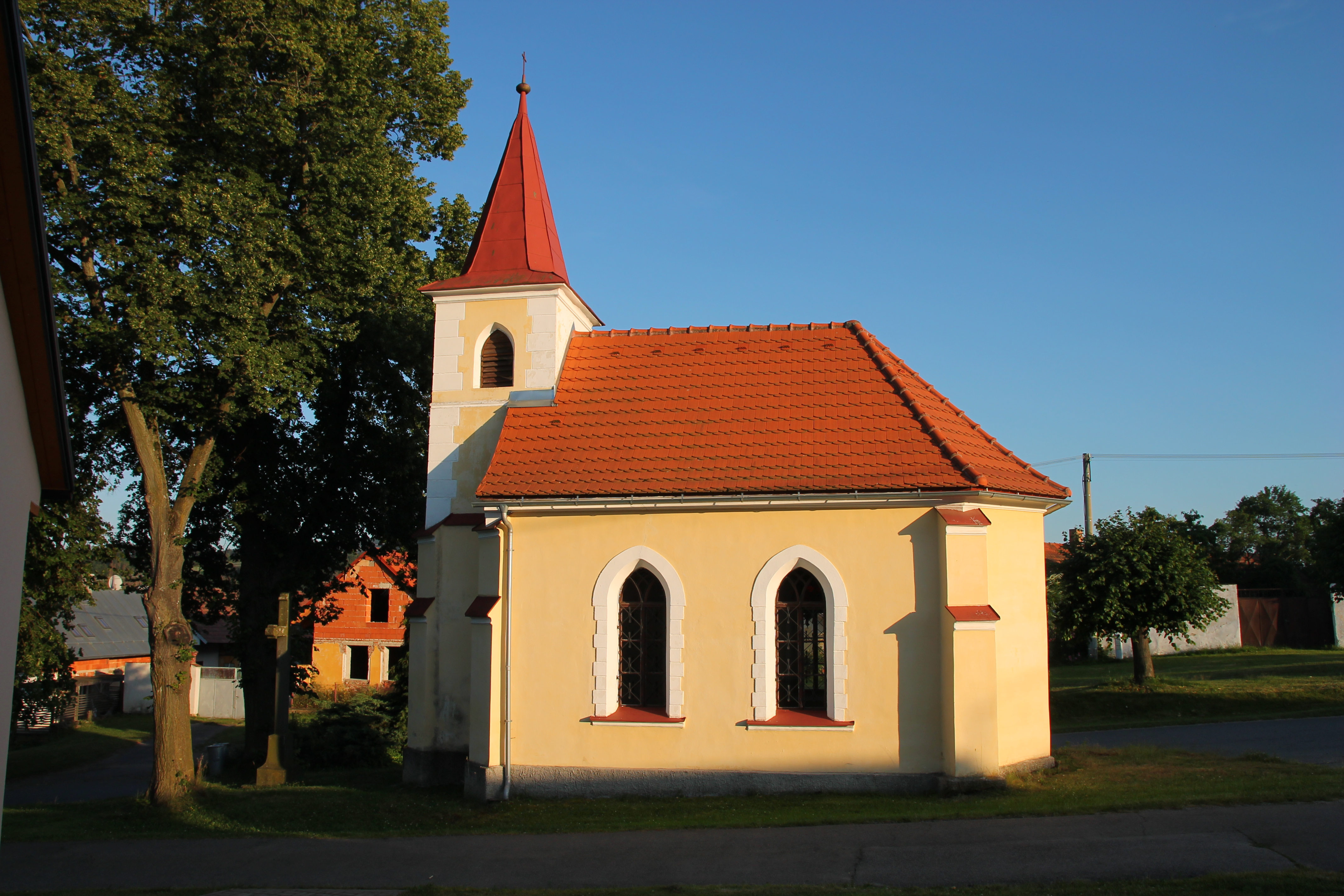
Kaple Nanebevzetí Panny Marie na návsi
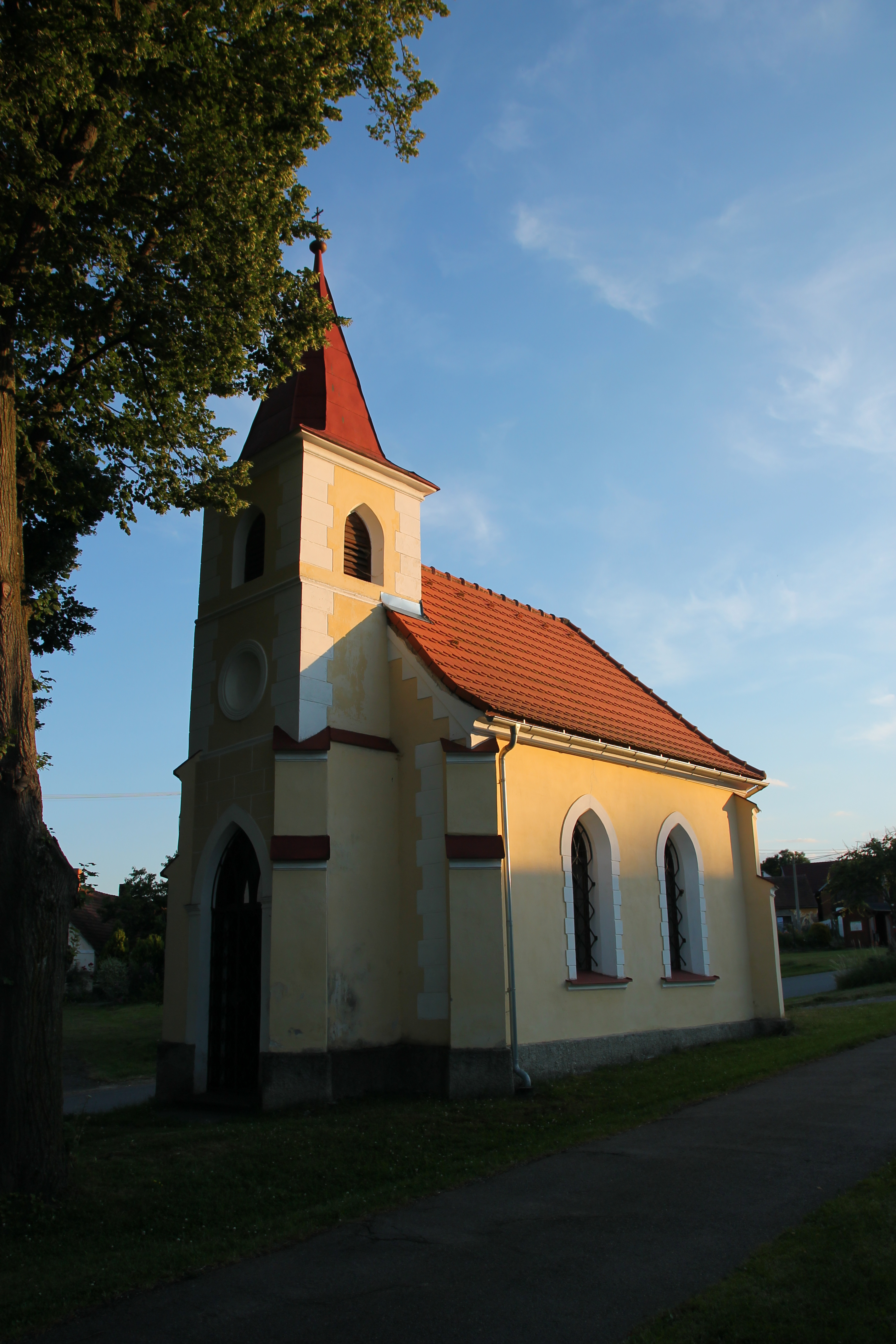
Kaple Nanebevzetí Panny Marie na návsi
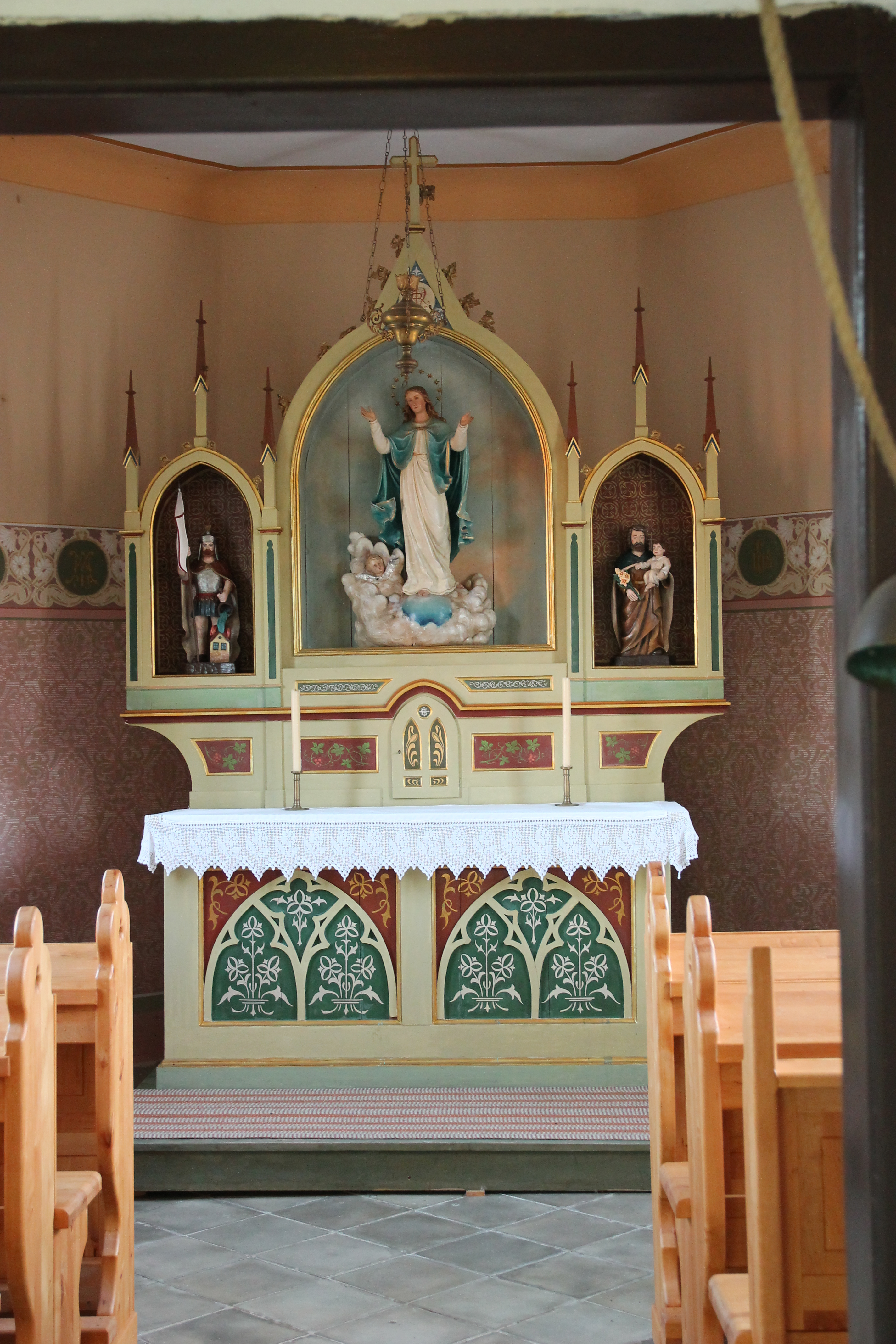
Interiér kaple
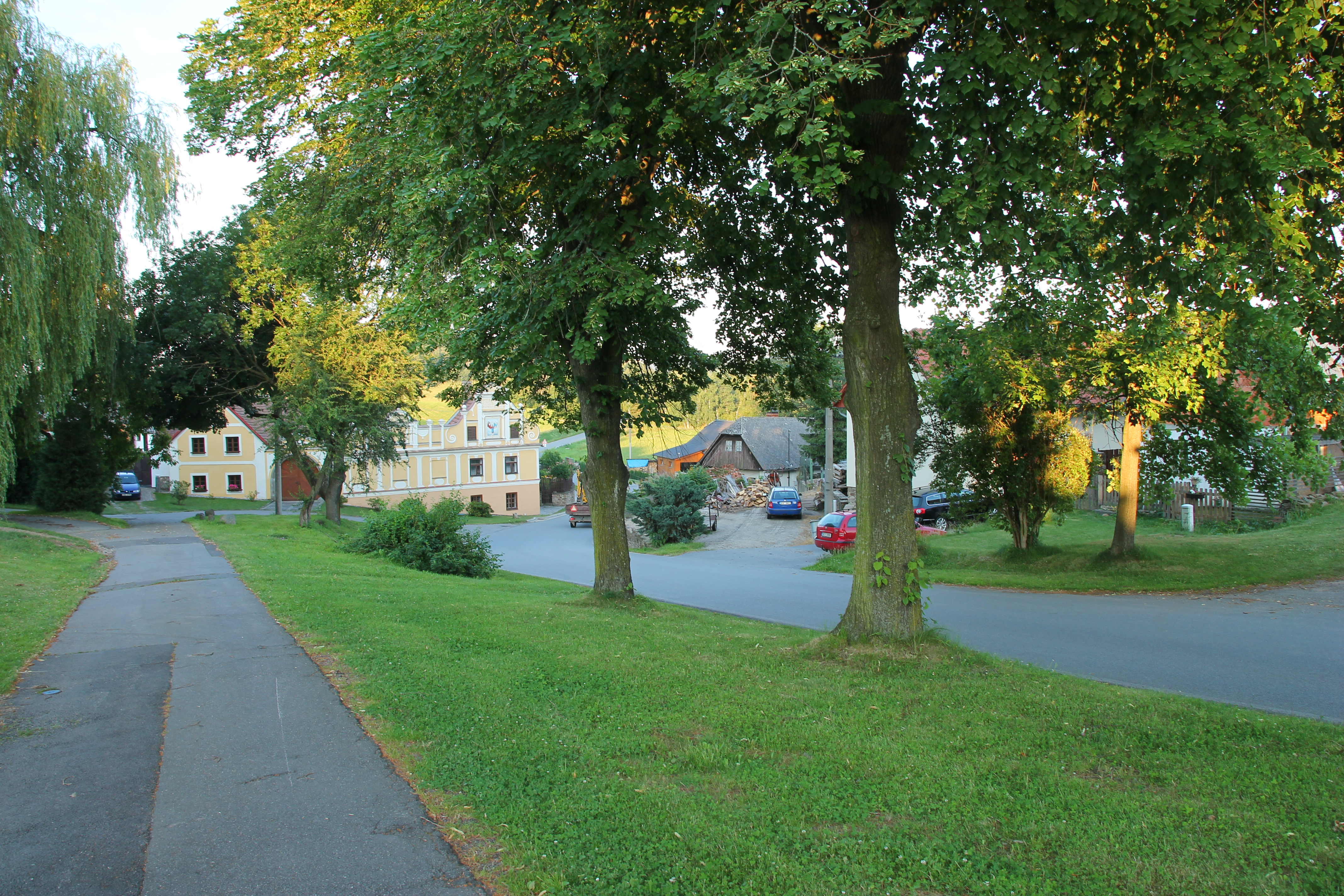
Náves
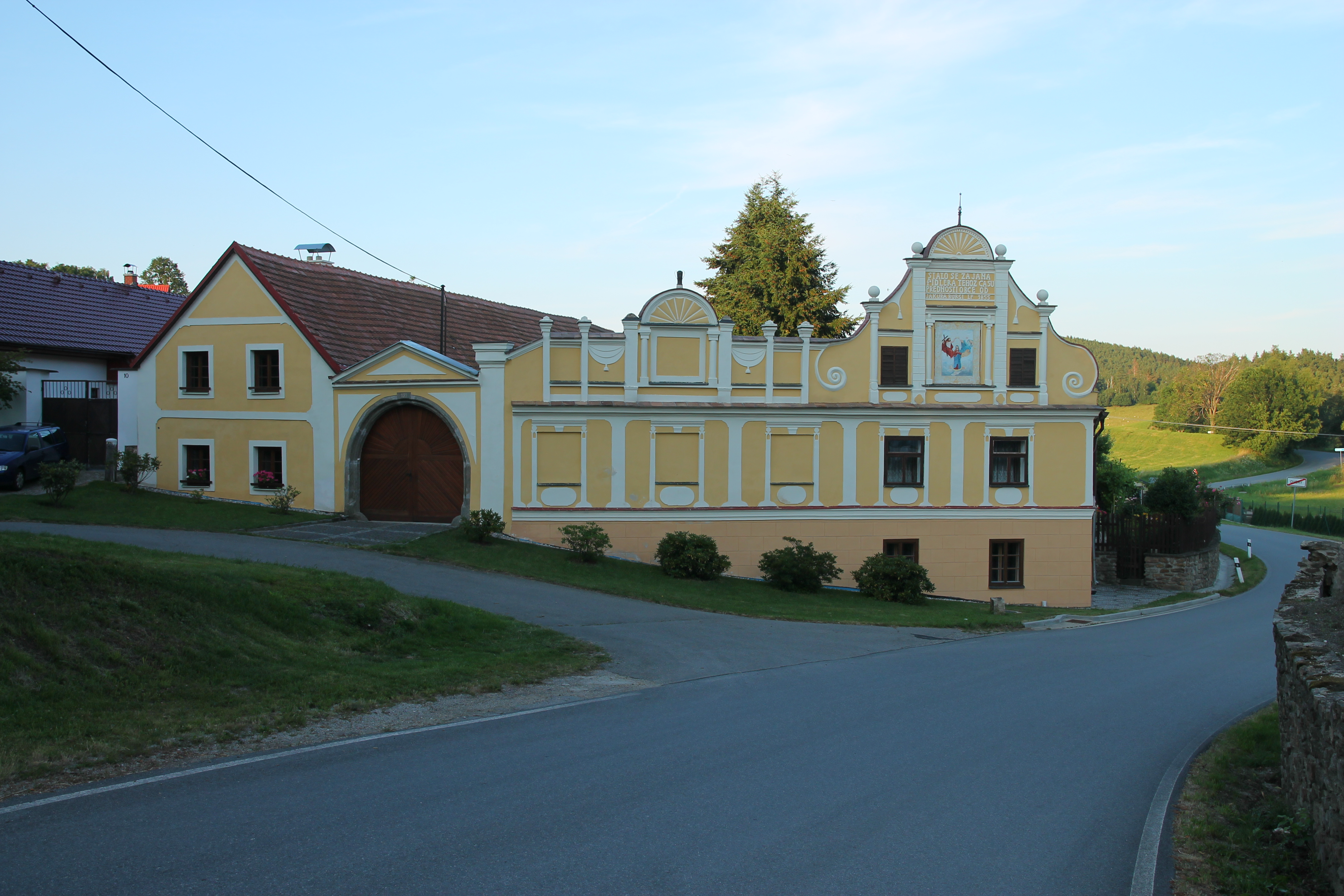
Statek ve stylu selského baroka